# Kulturmärkning i Sverige

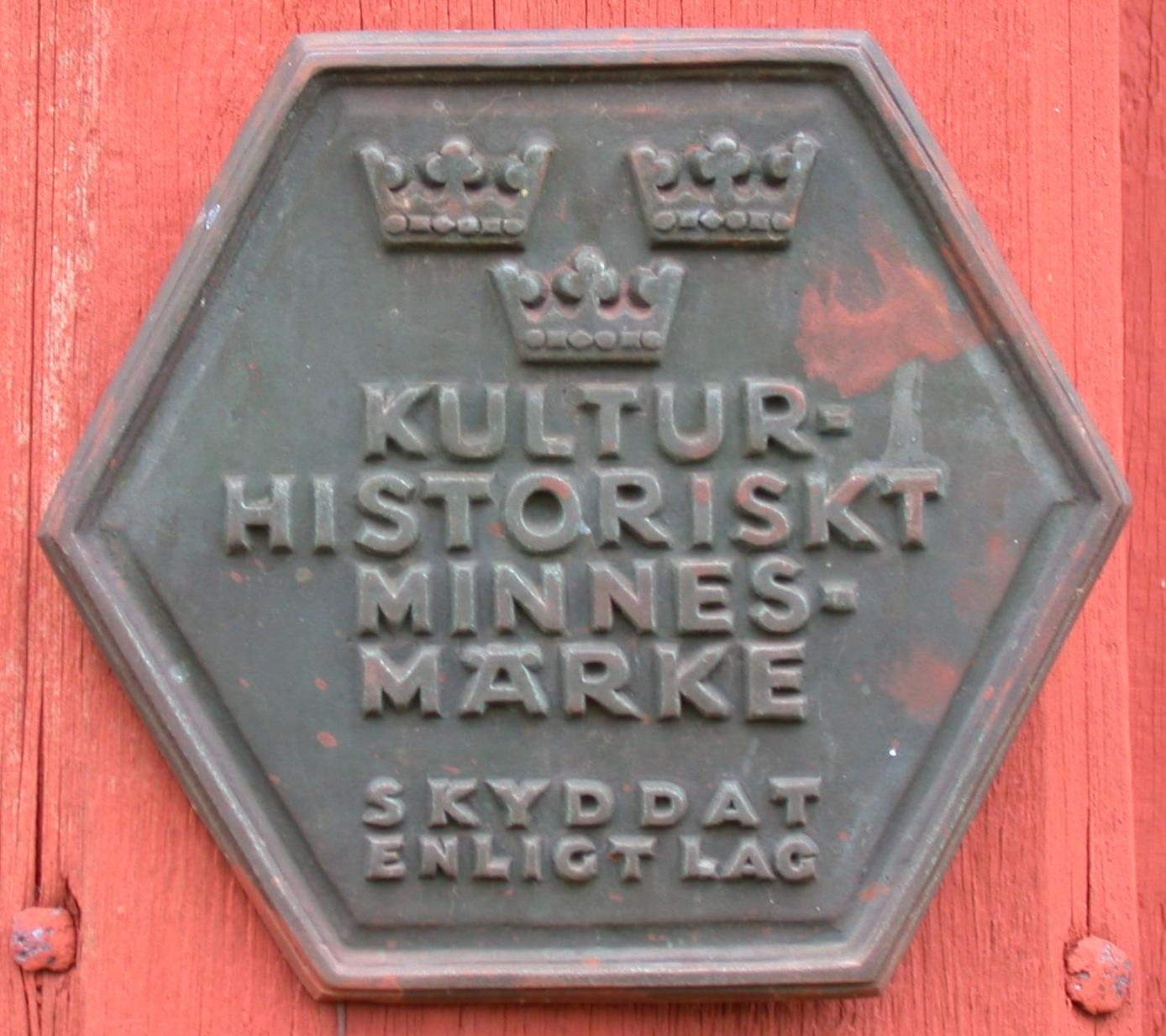
Skylt för kulturhistoriskt minnesmärke

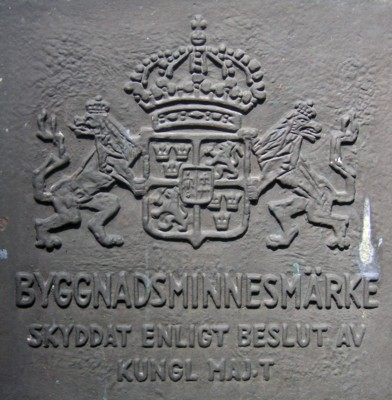
Skylt för byggnadsminnesmärke

Kulturmärkning eller K-märkning är en äldre beteckning i Sveriges stads- och detaljplaner för kulturskydd av ett markområde eller ett byggnadsverk. Den nyare beteckningen är Q-märkning, med flera.
K-märkning är numera även ett allmänt använt samlingsbegrepp för många olika typer av lagskydd avsedda att skydda bebyggelse och miljöer av kulturhistoriskt intresse. Ofta innebär lagskyddet att en byggnad inte får rivas eller förändras på sådant sätt att det kulturhistoriska värdet minskar. Skyddet för parker kan innebära att träd och annan vegetation inte får tas bort och att växtligheten ska skötas på ett visst sätt. 
Ofta är det först i samband med att en byggnads eller miljös kulturhistoriska värden är hotade som det blir tydligt att de måste värnas. K-märkningen innebär då att det kulturhistoriska värdet kan finnas kvar och berika samhället.

## Märkning som ger skydd

### Byggnadsminne
Ett byggnadsminne är en kulturhistoriskt värdefull byggnad som skyddas genom beslut av länsstyrelsen eller regeringen. En byggnadsminnesförklaring kan ge ägaren rätt till statligt stöd för att underhålla och sköta byggnaden.
Enskilda byggnadsminnen regleras i Kulturmiljölagens tredje kapitel och statliga byggnadsminnen i Förordningen om statliga byggnadsminnen.

### Kyrkligt kulturminne
Kyrkobyggnader som är uppförda och kyrkotomter som har tillkommit före utgången av år 1939 får inte på något väsentligt sätt ändras utan tillstånd av länsstyrelsen. Även en kyrkobyggnad som tillkommit efter 1939 kan genom beslut av Riksantikvarieämbetet bli kyrkligt kulturminne.

### Skydd genom detaljplan (Q-märkning m.fl.)
Q-märkning är en bestämmelse i en kommunal detaljplan och ger skydd åt byggnad eller bebyggelse inom detaljplanens område. Skyddsbestämmelser för kulturellt värdefulla byggnader och miljöer på kommunal nivå regleras i Plan- och bygglagen. En äldre benämning är K-märkning.

#### Q
Ett versalt Q är en bestämmelse om hur en byggnad eller ett område får användas och innebär att användningen ska vara anpassad till byggnadens kulturvärden. Den säger ingenting om ändamålet, det kan vara bostäder, kontor, butiker eller annat, allt så länge bevarandet av byggnaden inte motverkas. Ett versalt Q säger egentligen inget om hur byggnaden ska tas tillvara och den innebär inget rivningsförbud i sig. Versalt Q är således inte en strängare variant av gement q, utan en annan sorts bestämmelse.

#### q

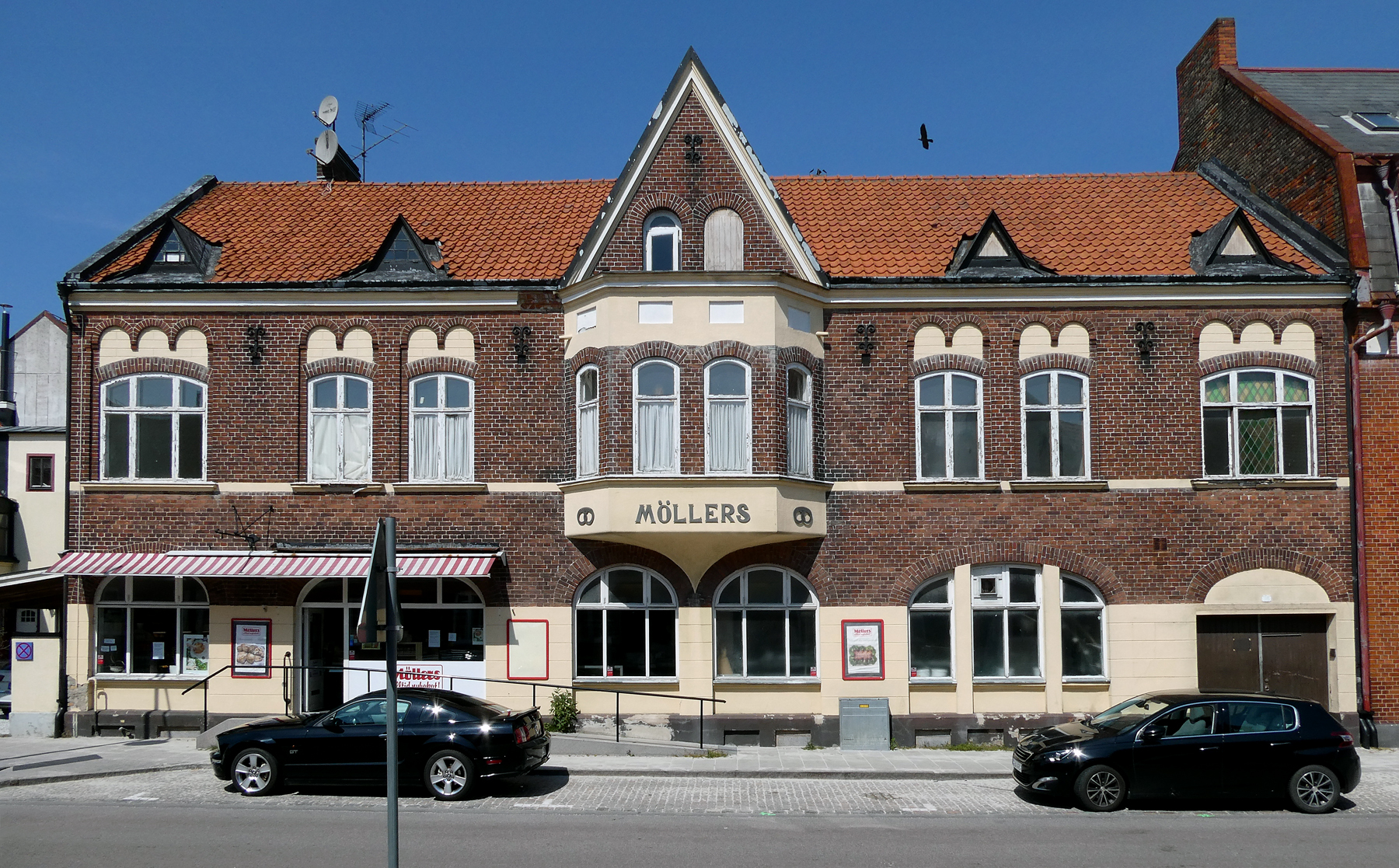
Möllers Bageri är en q-märkt fastighet i centrala Ystad uppförd 1911. Byggnaden är förfallen sedan många år.

Ett gement q  i kombination med index (stor bokstav – se Detaljplan) betecknar att byggnaden är särskilt kulturhistoriskt värdefull och inte får förvanskas. Vad det innebär preciseras med skyddsbestämmelser på plankartan. Det kan vara rivningsförbud eller att befintlig gestaltning och detaljering ska bibehållas. Skyddsbestämmelser kan reglera sådant som vanligtvis inte är bygglovspliktigt, exempelvis interiörer eller hur underhåll ska utföras. Gement q är därmed det starkaste skydd en byggnad kan få i en detaljplan.

#### k

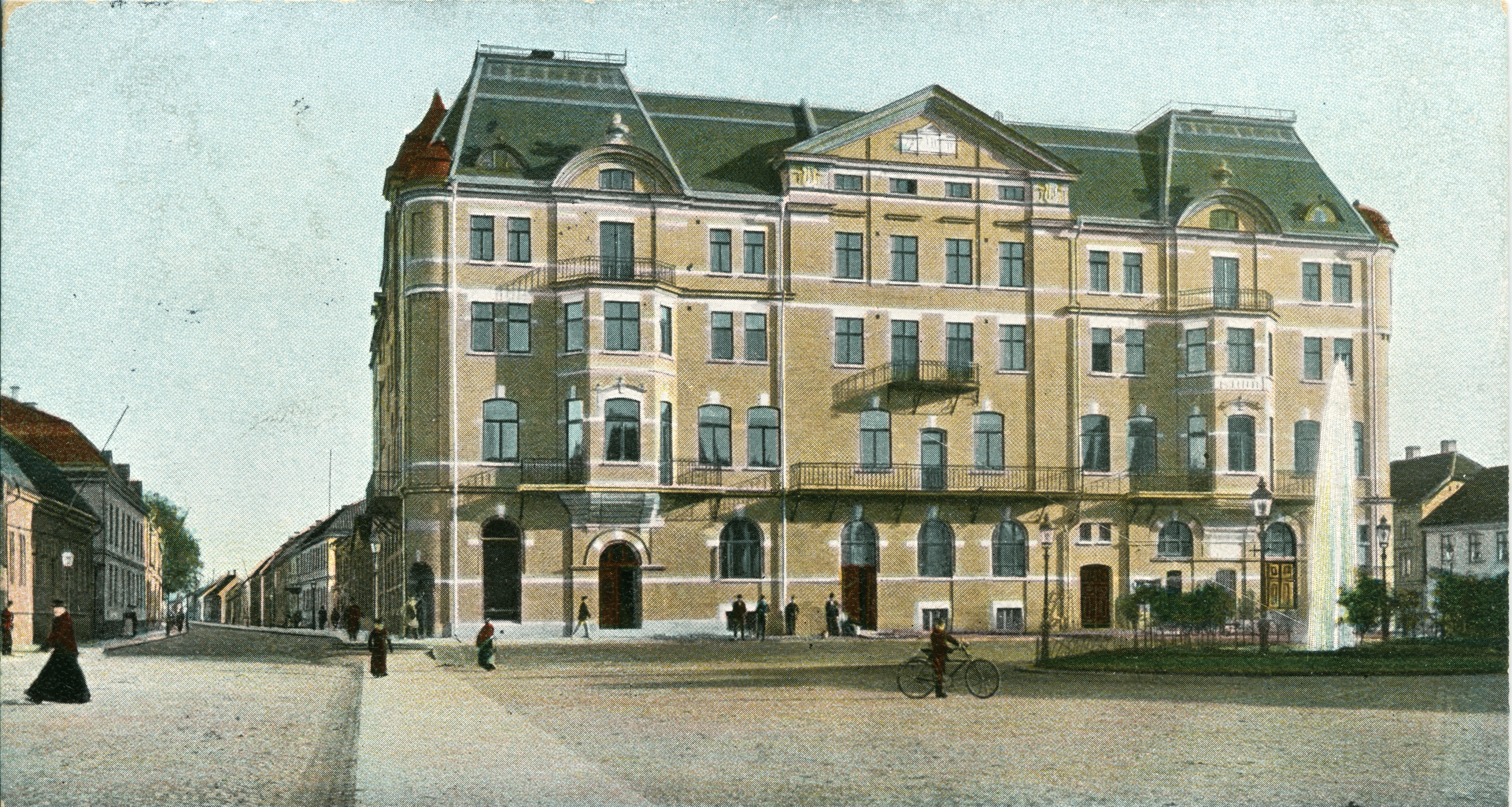
Jönköpings Grand Hotel är en k-märkt byggnad

Ett gement k i kombination med index betecknar att befintliga byggnader endast får förändras med varsamhet. Vad det innebär preciseras med varsamhetsbestämmelser på plankartan eller med hänvisning till planbeskrivningen. Varsamhetsbestämmelser kan till exempel ange vilken kulör en byggnad ska målas i eller hur fönstren ska se ut. Bestämmelserna kan inte reglera sådant som inte är bygglovspliktigt. De kan till exempel inte innebära krav på att originaldetaljer (exempelvis fönster) bevaras, men de kan styra hur detaljerna får se ut om de ändras. Till skillnad mot skyddsbestämmelser föreskriver inte varsamhetsbestämmelser att något skall bevaras, utan tydliggör vilka karaktärsdrag och värden hos byggnaden som varsamheten ska inriktas på.

#### f

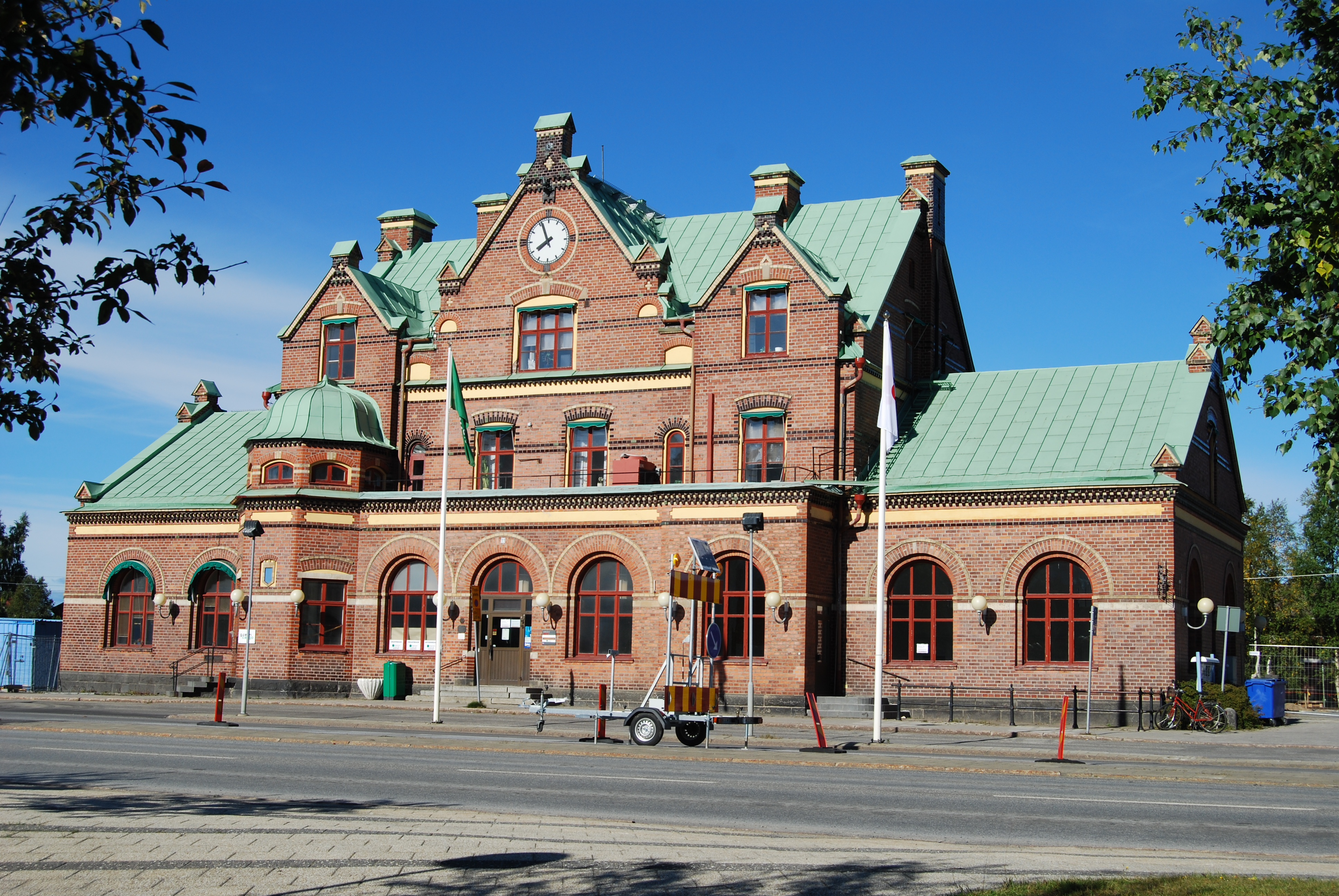
Umeå centralstation är en f-märkt byggnad

Ett gement f i kombination med index betecknar att nya byggnader endast får utformas och placeras med hänsyn till omgivande bebyggelse. Vad det innebär preciseras med hänsynsbestämmelser på plankartan. Till skillnad mot skyddsbestämmelser föreskriver inte hänsynsbestämmelser att något skall bevaras, utan tydliggör vilka karaktärsdrag och värden i området som hänsynen ska inriktas på.

### Kulturreservat
Ett kulturreservat är ett mark- eller vattenområde som skyddas efter beslut av länsstyrelsen eller kommunen i syfte att bevara värdefulla kulturpräglade landskap. I Stockholm kallades (numera oegentligt) ibland större sammanhängande q- eller k-märkta bebyggelseområden för kulturreservat.

### Riksintresse för kulturmiljövården
Ett riksintresse för kulturmiljövården är ett område av nationellt intresse, och regleras i Miljöbalkens tredje kapitels sjätte paragraf. Denna typ av riksintressen beslutas av Riksantikvarieämbetet. Det är sedan upp till respektive kommun att redovisa i översiktsplanen hur de planerar att tillgodose riksintresset. Riksintressen bevakas av länsstyrelsen och får inte skadas påtagligt av till exempel nya byggprojekt. Cirka 1 700 områden i Sverige är klassade som riksintresse för kulturmiljövården.
Utöver riksintressen för kulturmiljövård klassificeras kulturhistoriskt intressanta miljöer i lägre klasser, regionalt intresse för kulturmiljövård och lokalt intresse för kulturmiljövård.

### Stockholms stadsmuseums klassificering
Stockholms stadsmuseum klassificerar byggnader på uppdrag från Stockholms stad i fyra kategorier med hänsyn till deras kulturhistoriska värde. Ett färgsystem används för att klassificera byggnader, blått, grönt, gult och grått.

## Skydd som inte är ”märkning”

### Varsamhetskravet
Enligt bestämmelser i plan- och bygglagen skall ändring av en byggnad utföras varsamt så att man tar hänsyn till byggnadens karaktärsdrag och tar till vara byggnadens kulturvärden.

### Förvanskningsförbudet
Enligt bestämmelser i plan- och bygglagen får en byggnad som är särskilt värdefull från historisk, kulturhistorisk, miljömässig eller konstnärlig synpunkt inte förvanskas.

### Underhållskravet
Enligt bestämmelser i plan- och bygglagen ska underhållet anpassas till omgivningens karaktär och byggnadsverkets värde från historisk, kulturhistorisk, miljömässig och konstnärlig synpunkt. Om byggnadsverket är särskilt värdefullt från historisk, kulturhistorisk, miljömässig eller konstnärlig synpunkt, ska det underhållas så att de särskilda värdena bevaras.

## Kulturmärkning av fartyg

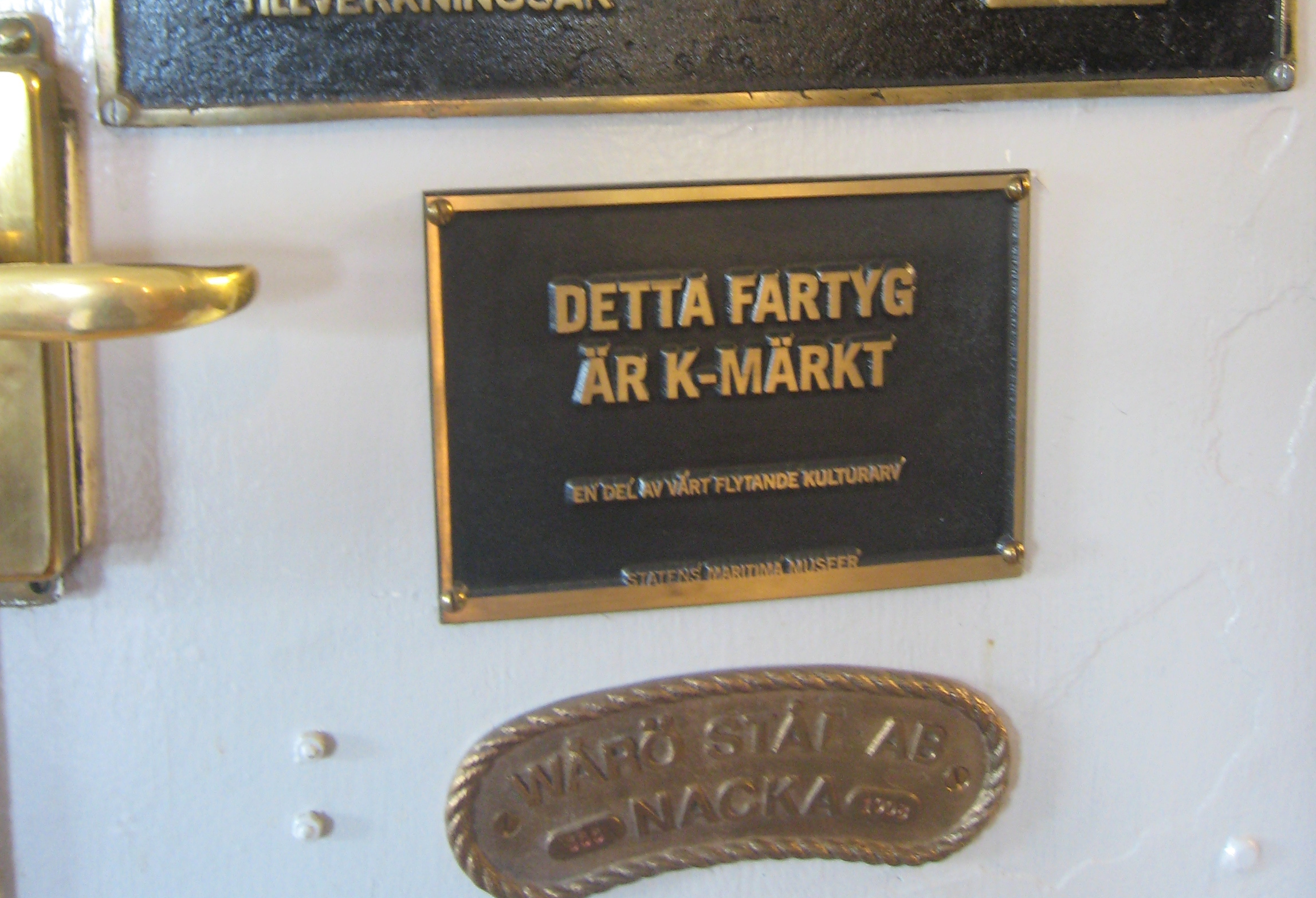
Skylt på S/S Storskär som berättar att skeppet är K-märkt

Kulturmärkning av fartyg i Sverige görs av Statens maritima och transporthistoriska museer, sedan 2001 på basis av en kvalitetsbedömning av fartygets värde som källa till kunskap om den svenska sjöfartens historia. K-märkning av yrkesfartyg görs enligt principer som tagits fram av Statens maritima och transporthistoriska museer i samarbete med Sveriges Segelfartygsförening och Sveriges Ångbåtsförening. K-märkningen har ingen juridisk innebörd, såsom till exempel byggnadsminnesförklaring enligt Kulturminneslagen av en länsstyrelse, eller klassning som traditionsfartyg av Sjöfartsinspektionen. I juni 2021 hade 149 fartyg K-märkts, bland annat passagerarångfartyg, segelskutor,  bogserbåtar, motorfiskebåtar, torpedbåtar, passagerarångfärjor, en bilfärja (Kalmarsund VIII), lotsfartyg och en sightseeingbåt (Paddan 4 från Göteborg). Dessutom k-märker Statens maritima museer fritidsbåtar sedan 2009.